# Bohdašice
Bohdašice (německy Budaschitz) jsou malá vesnice, část obce Dlouhá Ves v okrese Klatovy v Plzeňském kraji. Nachází se asi dva kilometry jihovýchodně od Dlouhé Vsi. Bohdašice jsou také název katastrálního území o rozloze 3,34 km². V katastrálním území Bohdašice leží i Nové Městečko.

## Historie
První písemná zmínka o vesnici pochází z roku 1394.

## Obyvatelstvo
| Rok            | 1869 | 1880 | 1890 | 1900 | 1910 | 1921 | 1930 | 1950 | 1961 | 1970 | 1980 | 1991 | 2001 | 2011 | 2021 |
| -------------- | ---- | ---- | ---- | ---- | ---- | ---- | ---- | ---- | ---- | ---- | ---- | ---- | ---- | ---- | ---- |
| Počet obyvatel | 315  | 289  | 293  | 297  | 246  | 230  | 230  | 96   | 101  | 89   | 66   | 44   | 46   | 57   | 45   |
| Počet domů     | 36   | 38   | 38   | 38   | 41   | 39   | 42   | 28   | 28   | 20   | 19   | 25   | 24   | 24   | 24   |

## Pamětihodnosti
- Boží muka
- Objekt československého lehkého opevnění

## Galerie

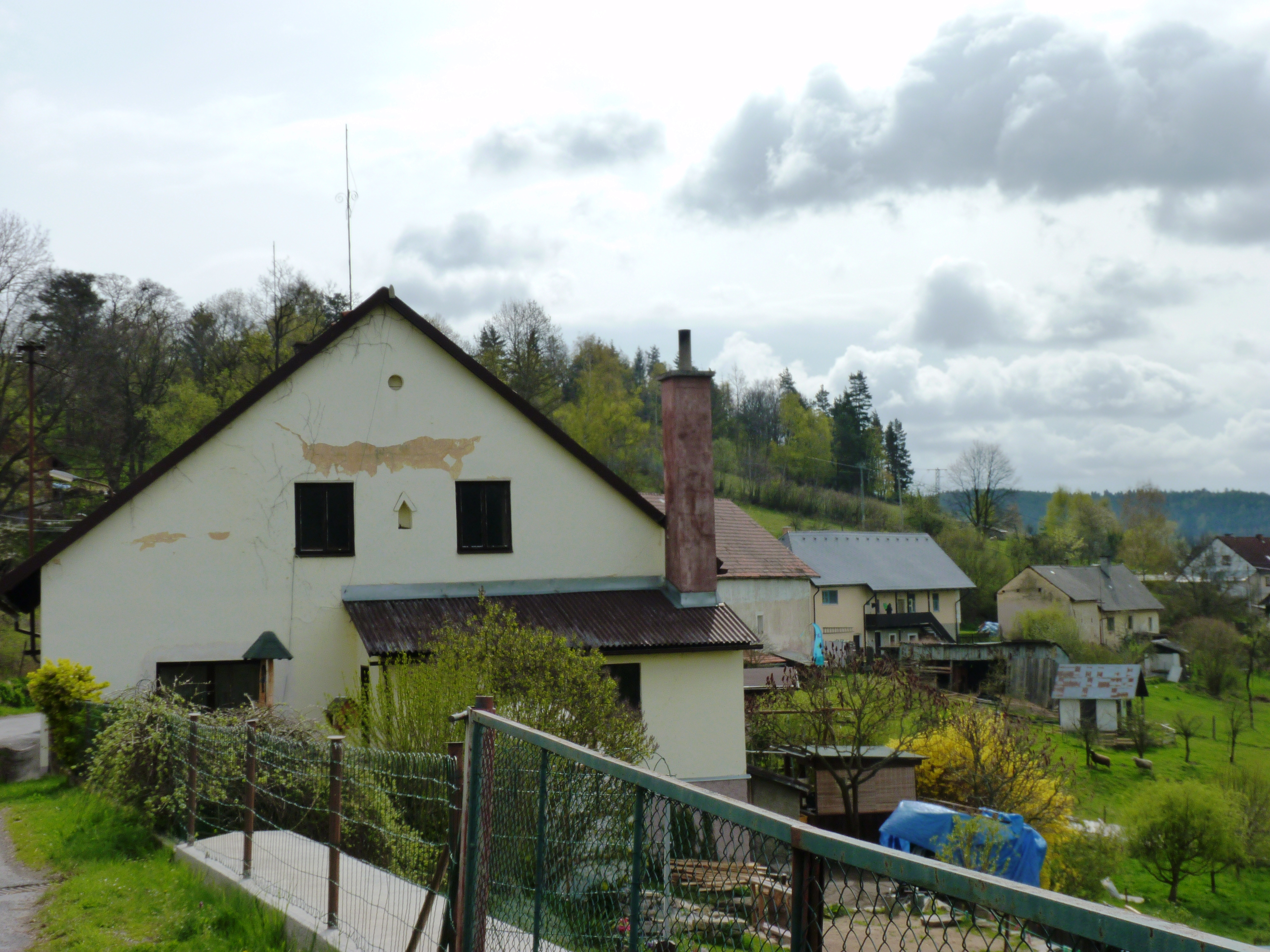
Domy
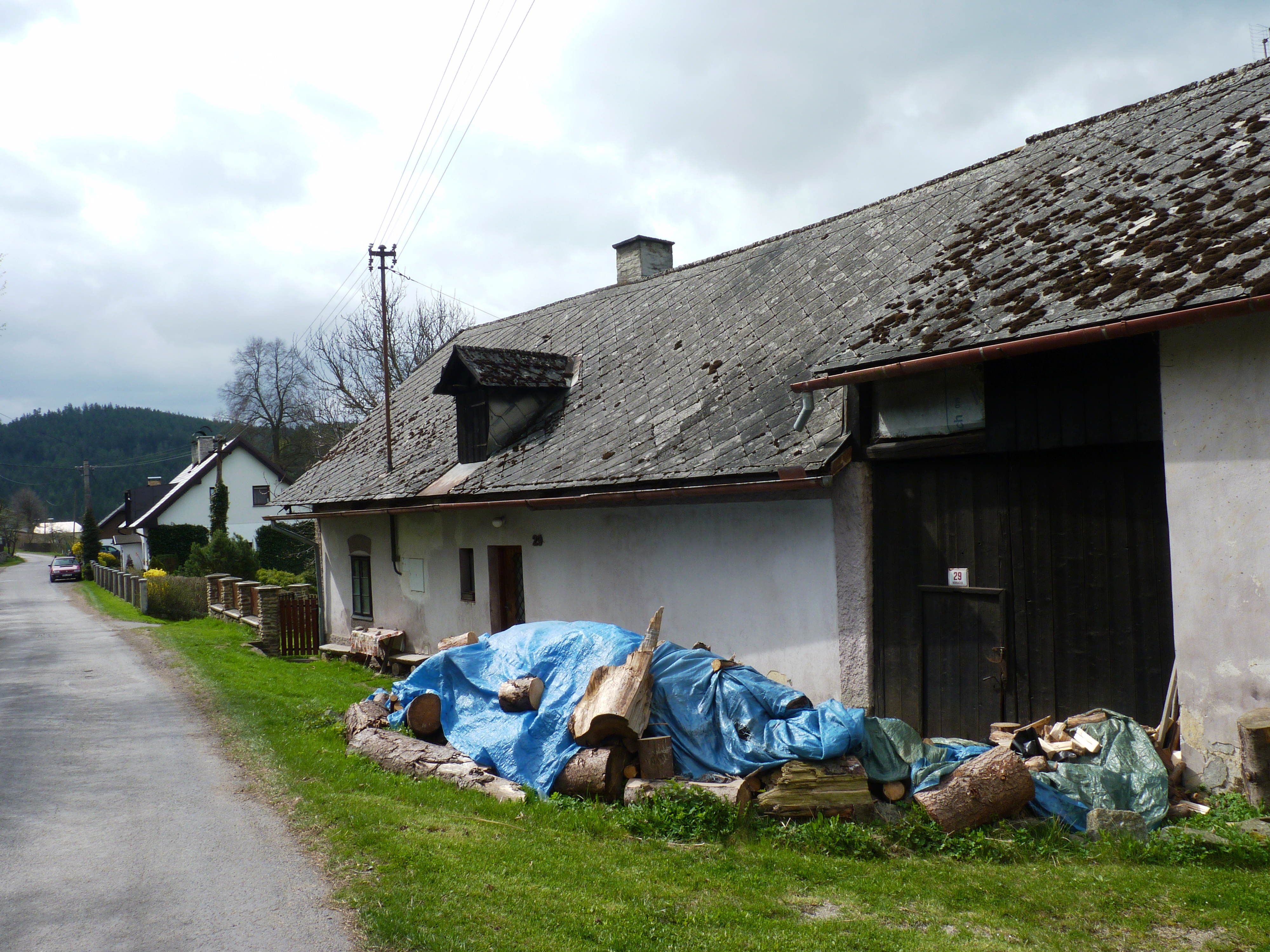
Stodola
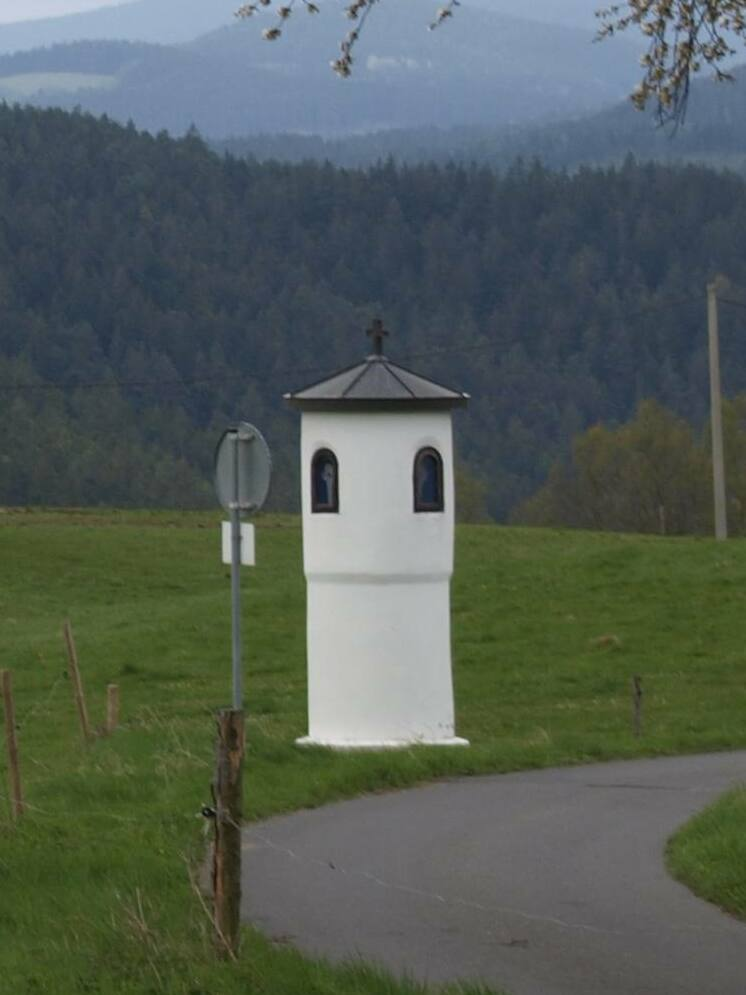
Boží muka